# Políptico do Convento de São Francisco de Évora

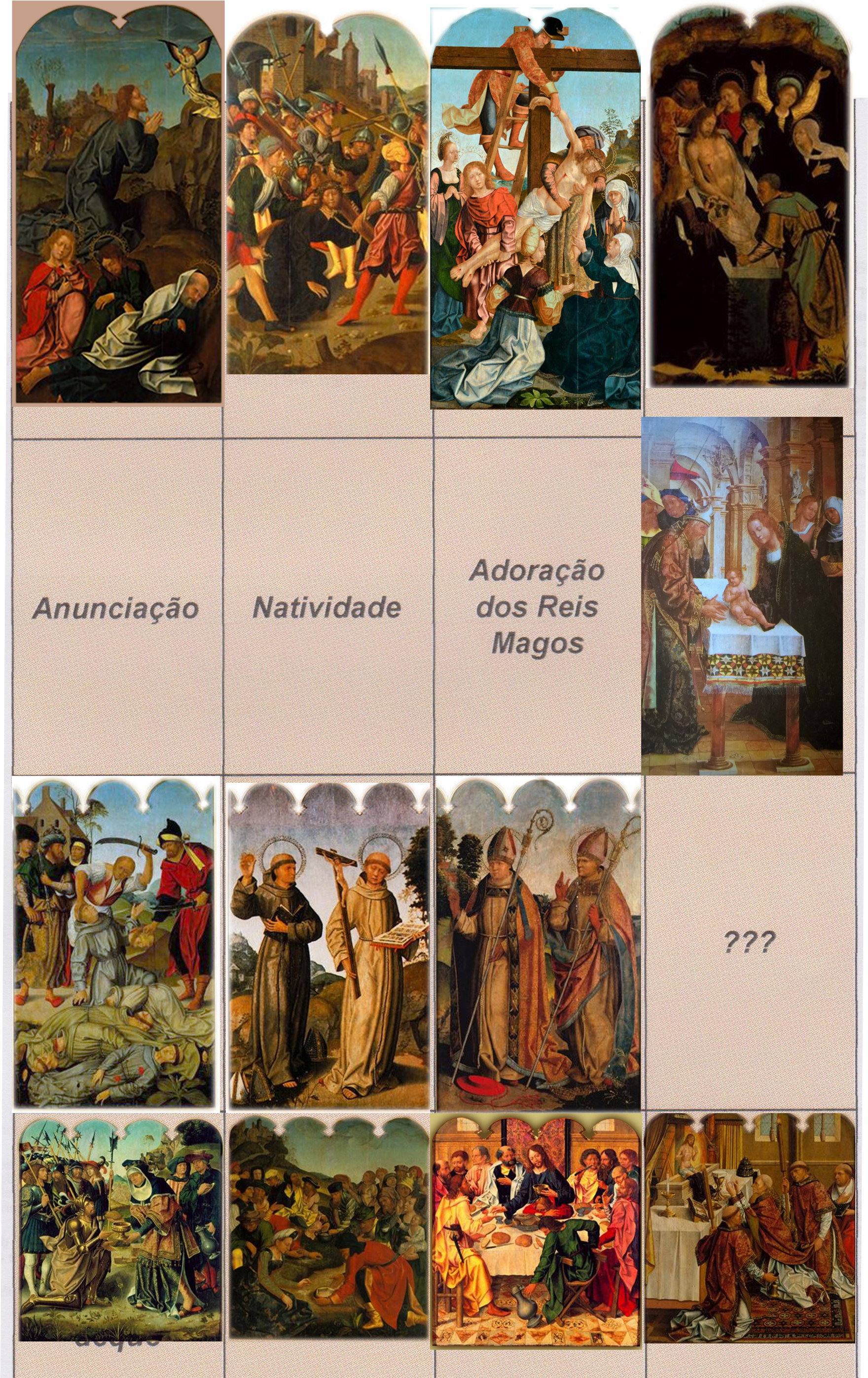
Reconstituição do Políptico do Convento de São Francisco de Évora (1508 - 1511, 552 cm x 530 cm), de Francisco Henriques e outros, que decorou o altar-mor do Convento de São Francisco de Évora, com as imagens de doze painéis existentes no MNAA e na Casa dos Patudos, faltando as imagens de três painéis que estão na Casa dos Patudos, e tendo-se perdido um dos painéis.

O Políptico do Convento de São Francisco de Évora era um políptico de dezasseis pinturas a óleo sobre madeira de carvalho criado de 1508 a 1511, tratando-se provavelmente de obra colectiva com participação proeminente do artista flamengo Francisco Henriques. Do Políptico, que decorou o altar-mor da Igreja do Convento de São Francisco, em Évora, restam actualmente onze painéis no Museu Nacional de Arte Antiga, de Lisboa, quatro painéis na Casa dos Patudos, em Alpiarça, e um painel encontra-se desaparecido.
O conjunto dos dezasseis painéis do Políptico do Convento de São Francisco de Évora estaria organizado em quatro sequências horizontais que possibilitariam uma leitura horizontal, mas também vertical. Na fileira superior estariam as quatro pinturas do ciclo da Paixão de Cristo, em torno de um Calvário em relevo com a imagem de São Francisco. Imediatamente abaixo, ladeando a escultura da Virgem Maria, situava-se a fiada dedicada à Natividade de Jesus. Por baixo desta, situava-se o ciclo dos santos da Ordem dos Frades Menores (a que falta um dos quadros) e que teria como referência central uma escultura do fundador da Ordem e, por fim, a predela constituída por pinturas alusivas a temas eucarísticos e com o Sacrário ao centro.
O Políptico do Convento de São Francisco de Évora suportava-se numa estrutura de talha da autoria de Olivier de Gand datada de 1508-9 cujo desenho foi aprovado pelo próprio rei D. Manuel I. A estrutura de talha foi avaliada em 1509 pelos mestres carpinteiros reais Garcia Leal e José Leal, estando praticamente concluída e pronta a receber as pinturas. Quando esta avaliação foi elaborada, foi indicado o conjunto de esculturas que seriam colocadas em frente das pinturas. Assim, de baixo para cima, estariam primeiro o Sacrário, e depois a representação da Estigmatização de São Francisco de Assis, da Virgem Maria e, por último, o Calvário.
Não obstante a escassez de documentos sobre a configuração do Retábulo, não restam dúvidas que esta grandiosa obra, simultaneamente de marcenaria, escultura e pintura, bem enquadrada na abside da capela-mor da Igreja de S. Francisco e muito beneficiada pela iluminação das janelas laterais, conseguiu alcançar um impacto visual impressionante (imagem ao lado).:71 E a presença de Francisco Henriques durante quase dois anos em Évora não deve ter passado despercebida aos melhores pintores ali residentes, sendo de admitir que a qualidade do autor(res), associada a uma das mais importantes encomendas régias da época, congregasse a atenção de artistas que então faziam carreira na cidade como Afonso Álvares, Pedro Vaz, Sebastião Lopes, Afonso Lopes e Diogo Fernandes.:72

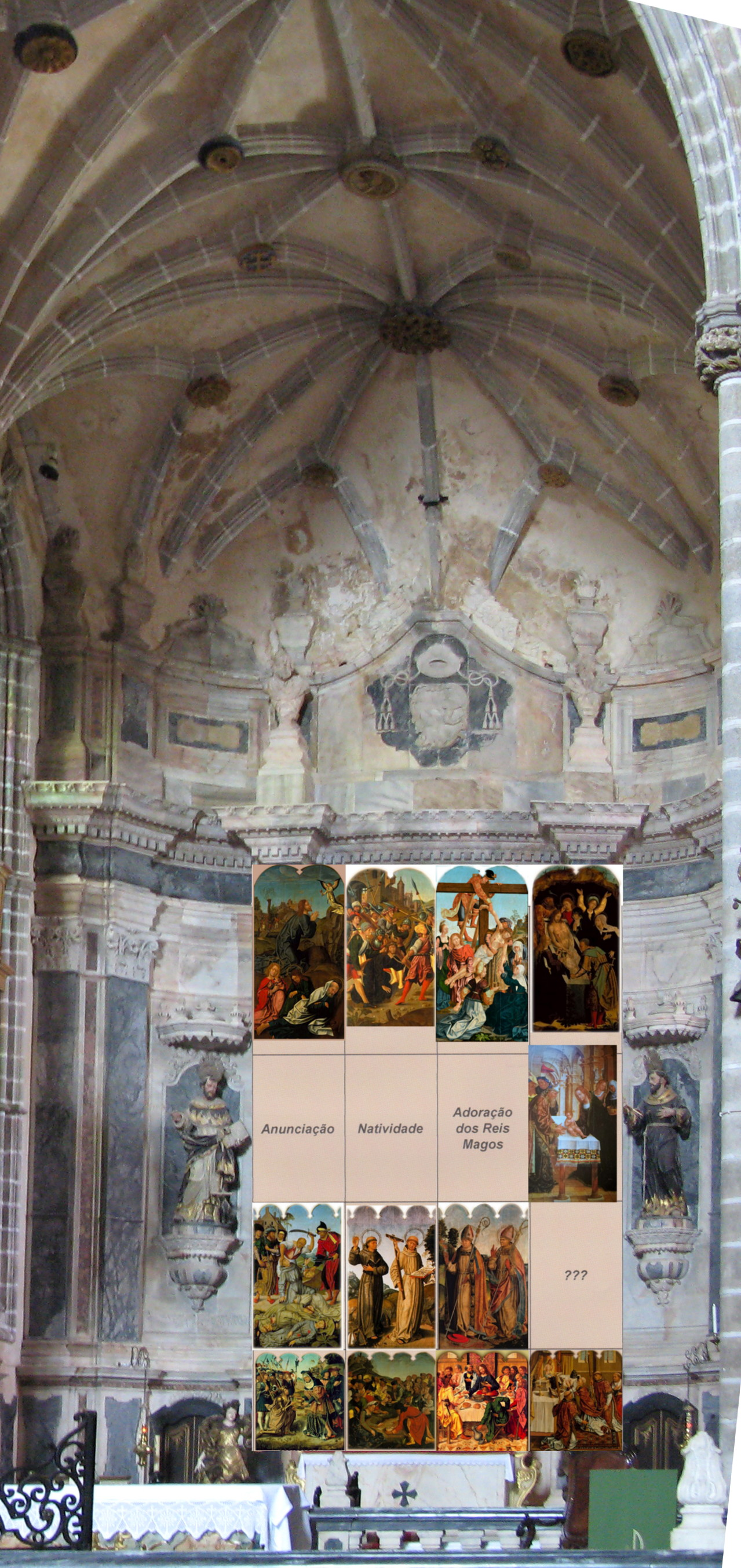
Simulação da posição do Políptico na Capela-mor da Igreja de S. Francisco de Évora.

## Descrição
Os dezasseis painéis que compunham o Políptico do Convento de São Francisco de Évora estavam divididos em quatro fiadas de quatro painéis cada, sendo a fiada superior sobre a Paixão de Cristo com Cristo no Horto, Cristo a Caminho do Calvário, Descida da Cruz e Deposição de Cristo no Túmulo, a fiada seguinte de quatro painéis sobre a Natividade de Jesus que se encontram na Casa dos Patudos, em Alpiarça, sendo a Anunciação, a Natividade, a Adoração dos Reis Magos e a Apresentação de Jesus no Templo, a fileira seguinte de quatro painéis sobre a Ordem dos Franciscanos sendo a Degolação dos Cinco Mártires de Marrocos, São Bernardino de Siena e Santo António, São Boaventura e São Luís de Tolosa e (conjecturalmente por não se conhecer o seu paradeiro) a Aprovação da Regra da Ordem dos Franciscanos, e a fileira inferior de quatro painéis sobre a Eucaristia, sendo o Encontro de Abraão e Melquisedeque, a Apanha do Maná no Deserto, a Última Ceia e  a Missa de São Gregório.
Porém, se a sequência das duas séries superiores (as da Paixão de Cristo e da Natividade de Jesus) não coloca dúvidas, na medida em que a leitura do seu encadeamento é clara, o mesmo não se poderá afirmar sobre as duas restantes (Ordem dos Frades Menores e Eucarística), uma vez que as pinturas não seguem uma lógica narrativa. Na opinião dos historiadores de arte Fernando A. Baptista Pereira e de José António Falcão, a reconstituição levada a cabo por Reinaldo dos Santos da série dos Santos Franciscanos é perfeitamente plausível se atendermos à orientação da luz nos painéis, mas o quadro que falta deveria representar a Aprovação da Regra da Ordem pelo Papa Inocêncio III, e não as Três Santas Clarissas ou um Milagre de Santo António, como se julgou antes.
Apresenta-se a seguir a descrição dos quinze painéis conhecidos do Políptico do Convento de São Francisco de Évora, seguindo a disposição proposta por Reynaldo dos Santos. A visão do que terá sido o conjunto dos dezasseis painéis do Políptico do Convento de São Francisco de Évora e o seu enquadramento no local original encontra-se nas duas primeiras imagens.

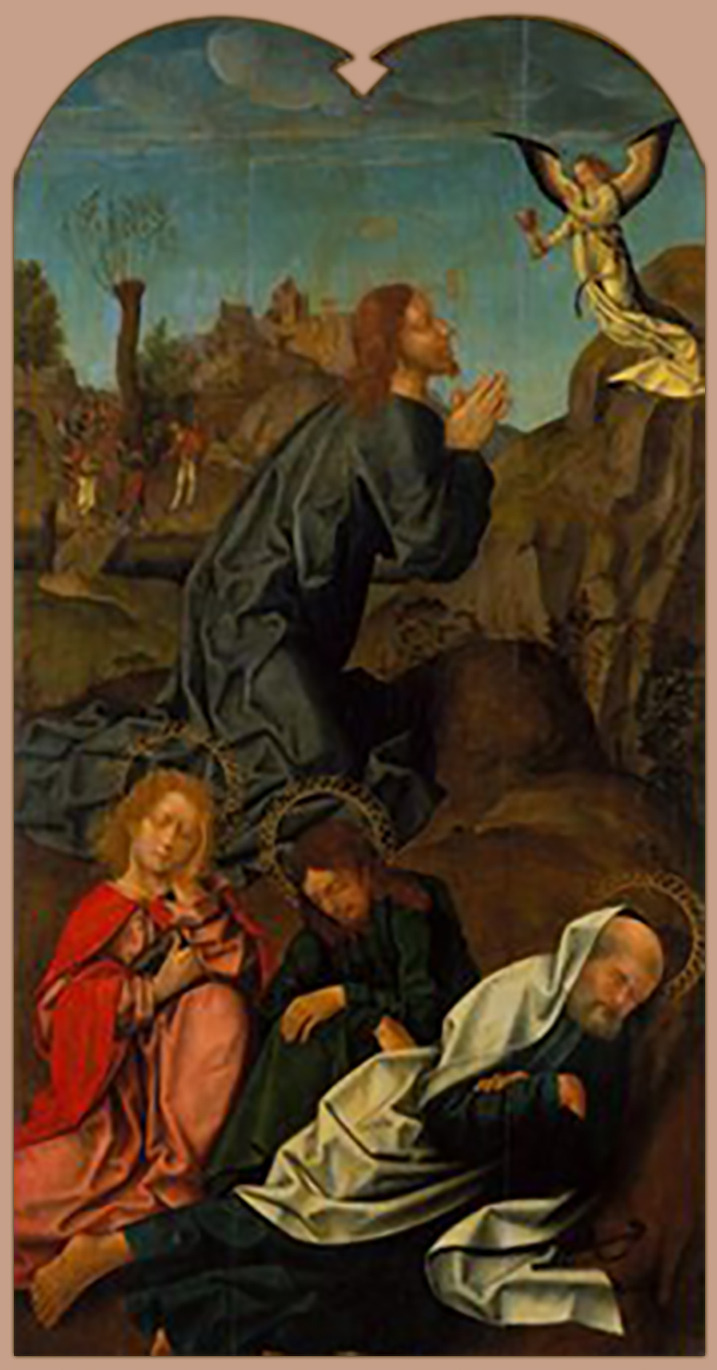
Cristo no Horto (1508 - 1511), de Francisco Henriques, proveniente da Igreja de São Francisco de Évora, actualmente no MNAA.

### Cristo no Horto
Trata-se de um dos dezasseis painéis do Políptico do Convento de São Francisco de Évora tendo de altura 167 cm e 88 cm de largura e representa o episódio bíblico da Agonia no Getsêmani.
Neste painel distinguem-se claramente três planos, ainda que obviamente interligados. A cena principal, o encontro entre Cristo e o anjo, tem lugar no centro da pintura, ainda que em segundo plano. Em primeiro plano, mas no terço inferior do quadro, estão os três apóstolos adormecidos, São João com túnica vermelha, São Tiago no meio e São Pedro coberto por um manto branco, cujas vestes são um foco de luminosidade. Ao fundo, à esquerda, surge a figura de Judas a atravessar a ponte no Vale do Cédron, guiando os guardas que vão prender Jesus.
O terço superior da pintura é preenchido pelo céu azul com algumas nuvens escuras, notando-se o despontar do alvorecer no lado direito do horizonte. Quer na estruturação dos planos, quer na posição de algumas das figuras (nomeadamente, Cristo e São Pedro), o autor seguiu de perto uma gravura sobre o mesmo tema de Martin Schongauer.

### Cristo a Caminho do Calvário

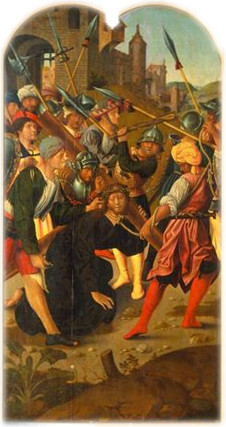
Cristo a Caminho do Calvário (1508 - 1511), de Francisco Henriques, proveniente da Igreja de São Francisco de Évora, actualmente no MNAA.

Trata-se de um dos dezasseis painéis do Políptico do Convento de São Francisco de Évora tendo de altura 167 cm e 88 cm de largura e representa o episódio bíblico do Caminho do Calvário por Cristo.
Cristo ocupa o centro do quadro com dois verdugos que o ladeiam, carregando ajoelhado a cruz, tendo atrás um batalhão de soldados equipados de lanças e alabardas, cujas diagonais dão um carácter dinâmico e violento a toda a cena. Contrastando com este tom belicoso, a face de Jesus transmite uma imagem de serenidade. O leque de cores sublinha estes sentimentos, tendo o autor distribuído de forma sabedora os vermelhos e os amarelos em pontos-chave da pintura.
A composição foi baseada em gravuras de Albrecht Dürer e de Martin Schongauer, apresentando em primeiro plano um solo pedregoso do caminho do calvário com um tronco cortado, podendo neste caso ser uma alusão à madeira com que foi feita a cruz que Cristo arrasta. Em fundo ergue-se a cidade de Jerusalém como se fora uma cidade medieval amuralhada, com porta levadiça de arco abatido, torreões e uma igreja altaneira encostada às muralhas.

### Descida da Cruz

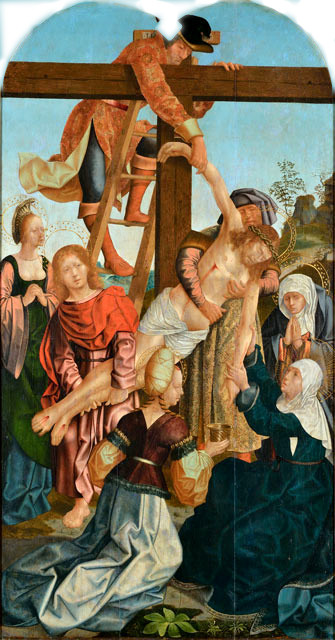
Descida da Cruz (1508 - 1511), de Francisco Henriques, proveniente da Igreja de São Francisco de Évora, actualmente no MNAA.

Trata-se de um dos dezasseis painéis do Políptico do Convento de São Francisco de Évora tendo de altura 167 cm e 88 cm de largura e representa o episódio bíblico da Descida da Cruz.
A composição é dominada pela grande cruz de madeira da qual Cristo está a ser retirado, tendo à sua volta várias figuras que ocupam a quase totalidade do quadro, exceptuando um apontamento paisagístico do lado direito. O corpo de Cristo está a ser seguro por Nicodemos (que tem na cabeça um chapéu de abas), São João, vestido com túnica e capa tons vermelhos, segura-lhe as pernas e José de Arimateia ainda no cima da escada segura um braço.
Em primeiro plano, ajoelhadas, encontram-se a Virgem Maria que segura um braço e se apresta a receber o corpo de Cristo e Maria Madalena. De todos os que rodeiam Jesus, vestidos com ricos brocados, apenas as três Santas Mulheres (Maria Salomé, Maria Madalena e Maria de Cleófas) não tocam no seu corpo que funciona como o elo de ligação de toda a cena.

### Deposição de Cristo no Túmulo

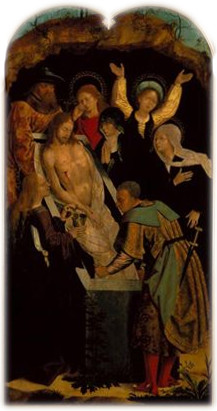
Deposição de Cristo no Túmulo (1508 - 1511), de Francisco Henriques, proveniente da Igreja de São Francisco de Évora, actualmente no MNAA.

Trata-se de um dos dezasseis painéis do Políptico do Convento de São Francisco de Évora tendo de altura 167 cm e 88 cm de largura e representa o episódio bíblico do Sepultamento de Jesus.
A cena tem lugar na entrada de uma gruta, à frente da qual se encontra o túmulo de Cristo rodeado pelos acompanhantes da cerimónia, exactamente as mesmas que surgem representadas no painel alusivo à "Descida da Cruz". Cristo envolto numa mortalha branca é baixado à sepultura por José de Arimateia, à cabeça, e por Nicodemos, aos pés, estando do lado esquerdo do túmulo apenas uma Santa Mulher, provavelmente Maria Madalena, que segura o vaso dos unguentos. Maria está do outro lado a rezar sendo ladeada por São João, com túnica vermelha e a limpar as lágrimas com a mão, Maria de Cleófas e Maria Salomé que, numa atitude de dor, levanta os braços em direcção ao céu.
As personagens parecem organizadas em dois grupos distintos, os que realizam o enterro e os que assistem à cerimónia, sendo o quadro simultaneamente uma Deposição e uma Lamentação, cabendo às Santas Mulheres um papel análogo ao de um coro fúnebre. Em termos técnicos, é de realçar ainda a forma como o autor ultrapassou a dificuldade colocada pelo tema face ao formato vertical do painel, tendo, para colocar a cena em perspectiva, optado por representar o túmulo em escorço, imprimindo à pintura uma ilusão de profundidade.

### Anunciação
Trata-se de um dos dezasseis painéis do Políptico do Convento de São Francisco de Évora representando o episódio bíblico da Anunciação, estando actualmente na Casa dos Patudos em Alpiarça.
Maria está ajoelhada diante de um livro aberto, as Sagradas Escrituras, abrindo as mãos face ao que o Arcanjo lhe transmite, a Boa Nova de que vai ser mãe do Filho de Deus. O genuflexório está ornado com uma representação de Moisés segurando as Tábuas da Lei.
O Arcanjo surge do lado da luz paramentado com uma monumental capa de asperges sobre túnica branca e sustenta uma filactera em que estão inscritas as palavras da saudação e que está enrolada num ceptro de cristal de rocha. Junto a uma das extremidades da filactera aparecem envolta numa auréola, a pomba do Espírito Santo. O carácter litúrgico do Arcanjo reforça a sua condição de enviado de Deus.
Em primeiro plano, em posição de relevo, surge um vaso com um lírio, símbolo mariano por excelência, e que evoca a tradição de que a Anunciação ocorreu na Primavera, tempo de plena floração, tendo os restantes adereços sido eliminados, aparecendo o enquadramento numa pureza arquitectónica. Através de um arco clássico vislumbra-se um fragmento de paisagem urbana, com construções de grande monumentalidade, sublinhando a magnificência do interior da cena.
Segundo Fernando B. Pereira, nesta obra Francisco Henriques aplica os seus melhores recursos na perspectiva, na correcção global do desenho e no próprio tratamento anatómico, realçando o claro escuro na definição dos rostos. A coloração avermelhada dos cabelos revela a fidelidade à tradição flamenga contrastando com a generalidade das oficinas activas em Portugal na mesma época.
No canto inferior direito, sobre o pavimento, foi descoberta uma sigla que se considera um monograma do pintor na forma de Aez, de Anriquez, grafia então habitual do apelido do pintor.

### Natividade

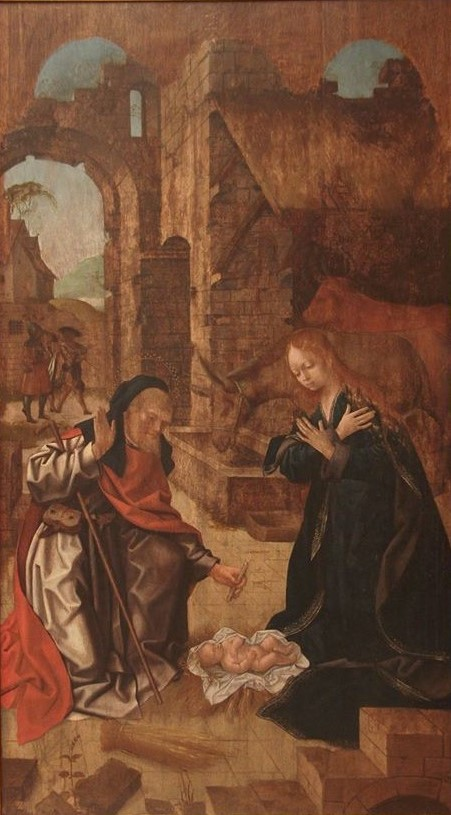
Natividade (1508 - 1511), de Francisco Henriques, proveniente da Igreja de São Francisco de Évora, actualmente na Casa dos Patudos.

Trata-se de um dos dezasseis painéis do Políptico do Convento de São Francisco de Évora tendo de altura 157 cm e 88 cm de largura e representa o episódio bíblico da Natividade de Jesus, estando actualmente na Casa dos Patudos em Alpiarça.
Nesta pintura pode observar-se em primeiro plano o Menino Jesus deitado sobre as palhinhas cobertas por um pano branco, e junto dele, ajoelhados, a Virgem Maria com as mãos cruzadas sobre o peito numa atitude de adoração e São José segurando uma vela na mão esquerda para iluminar o menino. Em segundo plano, encontram-se um burro e uma vaca. Através de um arco avistam-se casas e paisagem e dois pastores que se aproximam trazendo primícias ao Menino.
Esta Natividade representa o momento seguinte ao nascimento miraculoso do Menino. A cena decorre num ambiente aparentemente diurno, apesar da vela segura por S. José, quando de acordo com o relato de Lucas e pela tradição da Igreja terá ocorrido durante a noite. O facto de S. José estar vestido com trajes e adereços de peregrino e de o asno ostentar ainda os arreios indicam que o acontecimento acabou de ocorrer pouco depois da chegada ao estábulo, na sequência na malograda busca de alojamento em Belém.
O motivo central do painel - Maria com os braços cruzados frente ao Menino deitado em cima de um fardo de palha - é inspirado numa gravura de Martin Schongauer de 1475-80 que foi invertida, tal como aconteceu no painel Cristo no Horto deste Políptico, o que ilustra um aspecto fundamental do processo criativo das oficinas de pintura da época.
Esta pintura faz parte de um conjunto de quatro obras adquiridas por José Relvas em 1918, sendo o conjunto constituído por: Anunciação, Natividade, Adoração dos Magos e Apresentação no Templo.

### Adoração dos Reis Magos

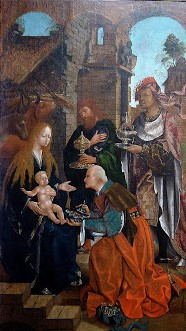
Adoração dos Magos (1508 - 1511), de Francisco Henriques, proveniente da Igreja de São Francisco de Évora, actualmente na Casa dos Patudos, em Alpiarça.

Trata-se de um dos dezasseis painéis do Políptico do Convento de São Francisco de Évora representando o episódio bíblico da Adoração dos Reis Magos, estando actualmente na Casa dos Patudos em Alpiarça.
Em primeiro plano está um muro em escadas para lá do qual estão a Virgem Maria sentada com os seus cabelos ruivos e o Menino Jesus nela sentado, de um lado, e os três Magos do outro, não estando visível S. José. Melchior, calvo e idoso, está ajoelhado com o chapéu coroado aos pés, entregando ao menino um cofre com moedas de ouro. A seguir está Baltazar, de idade madura pelas barbas e cabelo, de vestes negras, estendo com a mão esquerda uma píxide com o incenso, enquanto com a outra segura o chapéu contra o peito em sinal de respeito. Finalmente Gaspar imberbe e de fisionomia africana oferece um vaso coberto que conterá a mirra.
Este painel é praticamente simétrico e complementar em relação à Natividade. Tal resulta da ocupação do espaço pelas figuras, pelo número cinco destas e na definição do próprio cenário. A arquitectura de fundo é similar, ainda que enriquecida com pormenores como a estátua sobre uma cornija de um ente que segura um escudo.
Também neste painel Francisco Henriques parece ter-se inspirado, embora com alguma liberdade, em gravura sobre o mesmo tema de Schongauer de 1470-75, atendendo às atitudes, pormenores fisionómicos e vestes dos Magos. Mas respeitando a sensibilidade do seu tempo e do país de adopção, Henriques actualizou a indumentária e enriqueceu os adereços, designadamente as peças de ourivesaria, que constituíam um dos principais motivos de atracção visual deste episódio bíblico.

### Apresentação de Jesus no templo

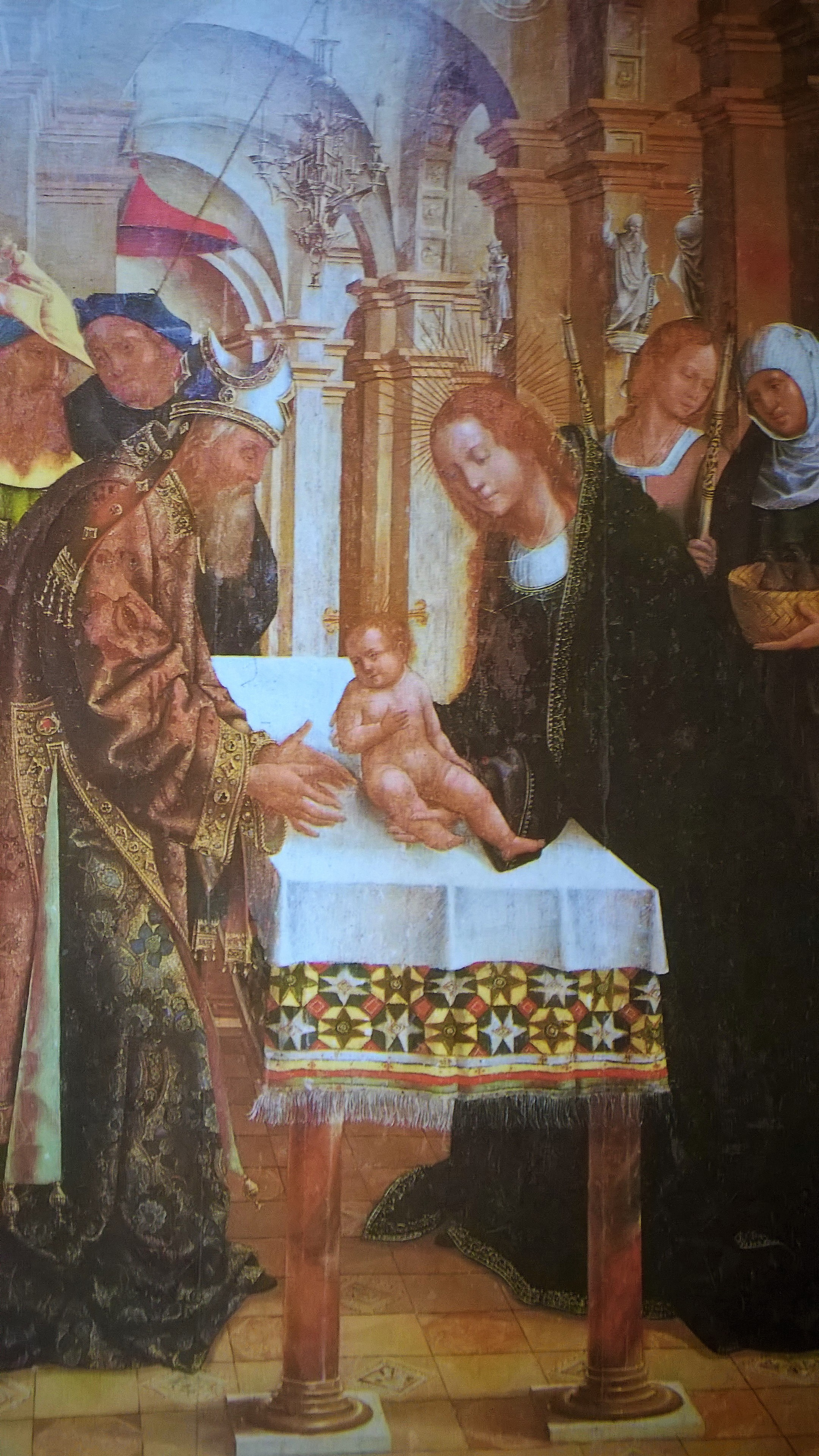
Apresentação de Jesus no templo (1508 - 1511), de Francisco Henriques, proveniente da Igreja de São Francisco de Évora e actualmente na Casa dos Patudos.

Trata-se de um dos dezasseis painéis do Políptico do Convento de São Francisco de Évora, tendo de altura 117,5 cm e de largura 111 cm, representa o episódio bíblico da Apresentação de Jesus no Templo e está actualmente na Casa dos Patudos em Alpiarça.
Nesta pintura pode ver-se a Virgem Maria a entregar o Menino Jesus ao velho Simeão que aparece do lado esquerdo usando ricas vestes litúrgicas. Atrás de Maria estão duas mulheres, tendo a vidente Ana um cesto com duas rolas necessárias ao ritual da Apresentação. Do outro lado, está São José acompanhado de um homem ricamente vestido. A cerimónia decorre no interior de um Templo de traço clássico, sendo o fundo ocupado por uma sucessão de arcarias. Dependurado do tecto está um candelabro com um remate superior na forma de pomba do Espírito Santo. Junto à abside vê-se um dossel vermelho, certamente a evocar a Arca da Aliança. O primeiro arco visível tem dois medalhões com guerreiros de perfil. A decorar algumas pilastras vêem-se três estátuas de profetas. O altar é apoiado em quatro colunas de mármore coberto por uma colcha de brocado e encimada por uma toalha branca.
A obra foi adquirida por José Relvas em 1918 a um antiquário de Vila Nova de Gaia.
De acordo com Markl e Pereira, esta pintura revela uma qualidade superior às restantes que se encontram no MNAA, sendo neste caso mais evidente a influência de Quentin Metsys, destacando-se a magnífica arquitectura que sugere também uma marcada influência do Renascimento italiano.:105

### Degolação dos Cinco Mártires de Marrocos

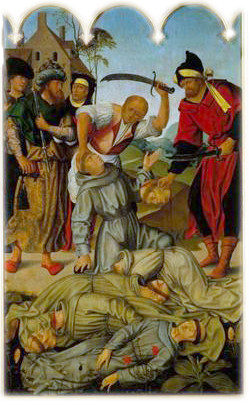
Degolação dos Cinco Mártires de Marrocos (1508 - 1511), de Francisco Henriques, proveniente da Igreja de São Francisco de Évora e actualmente no MNAA.

Trata-se de um dos dezasseis painéis do Políptico do Convento de São Francisco de Évora, tendo de altura 144,5 cm e 87 cm de largura e representa o martírio de Cinco Missionários franciscanos em Marrocos.
Um algoz, armado de cimitarra que se destaca contra o céu azul, prepara-se para degolar um frade, estando, em primeiro plano, estendidos no chão, quatro franciscanos já degolados, enquanto outro verdugo, também armado de cimitarra, suspende a cabeça de um dos mártires decapitados. O califa, empunhando um ceptro e tendo a cabeça coberta por turbante e coroa, assiste à cena acompanhado por dois membros do seu séquito. Entre os dois algozes vai-se desdobrando em planos sucessivos uma paisagem em tons claros.

### São Bernardino de Siena e Santo António

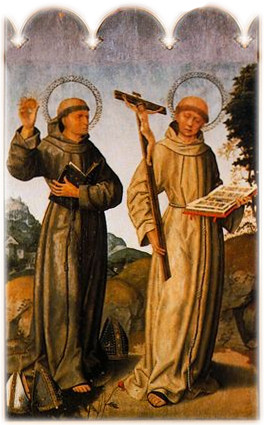
São Bernardino de Siena e Santo António (1508 - 1511), de Francisco Henriques, proveniente da Igreja de São Francisco de Évora e actualmente no MNAA.

Trata-se de um dos dezasseis painéis do Políptico do Convento de São Francisco de Évora, tendo de altura 142,5 cm e 87 cm de largura e representa os santos franciscanos Bernardino de Siena e António de Lisboa.
Os dois santos estão representados de pé ostentando os respectivos atributos. Santo António, à direita, segura um livro aberto enquanto suporta um crucifixo de madeira numa alusão aos sermões que dedicou à Paixão e Morte de Cristo. São Bernardino de Siena tem a seus pés as três mitras que recusou em prol da pobreza e da humildade, mostrando com a mão levantada o cristograma IHS circundado por um sol.
Para além da clareira rodeada de rochas cobertas por musgo amarelecido onde os Santos se encontram, vê-se do lado esquerdo uma paisagem em tons mais escuros que se desenvolve em altura, enquanto do lado direito uma árvore frondosa delimita a pintura.

### São Boaventura e São Luís de Tolosa

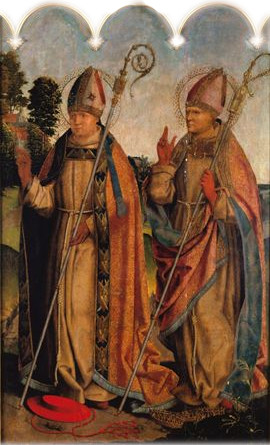
São Boaventura e São Luís de Tolosa (1508 - 1511), de Francisco Henriques, proveniente da Igreja de São Francisco de Évora, actualmente no MNAA.

Trata-se de um dos dezasseis painéis do Políptico do Convento de São Francisco de Évora tendo de altura 142,5 cm e 87 cm de largura e representa os santos franciscanos Boaventura e Luís de Tolosa.
Os dois santos franciscanos Boaventura e Luís de Touluse envergam sobre os hábitos de frades majestosos pluviais e estolas, ostentando igualmente mitra e báculos dada a sua categoria de bispos, tendo Boaventura no chão à sua frente o galero cardinalício e Luís a coroa de príncipe de Anjou.
Ambos abençoam com a mão direita, havendo do lado esquerdo, a alguma distância, o que parece uma ábside de catedral rodeada de arvoredo frondoso.

### Aprovação da Regra da Ordem dos Franciscanos
A Aprovação da Regra da Ordem dos Franciscanos, representando o acto solene da instituição pelo Papa Inocêncio III da Ordem dos Franciscanos, deveria ser, segundo os historiadores Fernando A. Baptista Pereira e José António Falcão, o décimo sexto painel desaparecido do Políptico do Convento de São Francisco de Évora.

### Encontro de Abraão e Melquisedeque

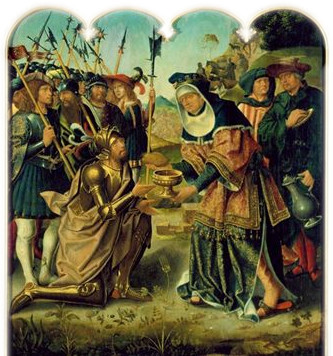
Encontro de Abraão e Melquisedeque (1508-1511, x cm), de Francisco Henriques, proveniente da Igreja de São Francisco de Évora e actualmente no MNAA.

Trata-se de um dos dezasseis painéis do Políptico do Convento de São Francisco de Évora tendo de altura 122,5 cm e 88,5 cm de largura e representa o episódio bíblico do encontro entre Abraão e Melquisedeque.
A pintura apresenta Abraão, que enverga uma armadura dourada completa parcialmente coberta por um manto, ajoelhado perante Melquisedeque, que lhe oferece pão e vinho e enverga um traje que combina curiosamente elementos de paramento cristão (a dalmática), vestes sacerdotais de cariz oriental (o capelo e a túnica até aos pés) e uma coroa régia. Atrás de Abraão estão militares, quatro deles perfeitamente definidos, e o seu exército com as respectivas alabardas e estandartes. Atrás de Melquisedeque surgem dois homens vestidos à flamenga, o mais próximo segurando um gomil e a tampa do cálice estendido por Melquisedeque, havendo outros acompanhantes mais atrás descendo de uma elevação. A cena decorre num patamar elevado, pois em fundo, num vale, visiona-se uma cidade.
No Génesis (Gênesis 14:17-24), Melquisedeque, sacerdote-rei de Salém e prefiguração de Cristo, oferece pão e vinho a Abraão que acaba de regressar de uma batalha vitoriosa sobre Quedorlaomer.

### Apanha do Maná no Deserto

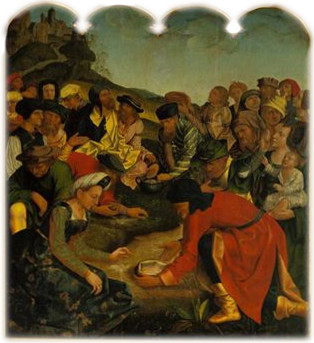
Apanha do Maná no Deserto (1508 - 1511), de Francisco Henriques, proveniente da Igreja de São Francisco de Évora e actualmente no MNAA.

Trata-se de um dos dezasseis painéis do Políptico do Convento de São Francisco de Évora tendo de altura 122 cm e 89 cm de largura e representa o episódio bíblico da recolha do Maná no deserto, quando o povo israelita liderado por Moisés após a fuga do Egipto rumava à terra prometida, conforme narrado no Êxodo (Êxodo 16:13-31).
Ao contrário de outras representações do mesmo tema, o que sobressai é o povo enquanto conjunto e não nenhuma figura em particular. Numa espantosa galeria de fisionomias dificilmente se distingue o patriarca Moisés, que pode ser identificado como o homem do grupo da esquerda a olhar para o céu e que tem a envolvê-lo uma capa amarela. Procurou-se dar ênfase aos grânulos de maná que caem do céu espalhando-se pelo chão, havendo alguma incongruência pela vista ao longe, no cimo de um monte, de uma povoação quando o grupo representado errava pelo deserto.

### Última Ceia

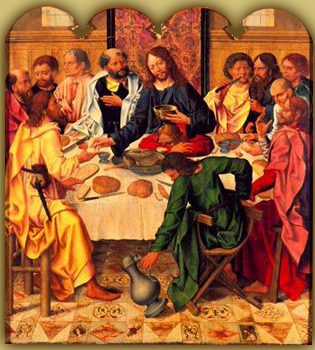
Última Ceia (1508-1511), de Francisco Henriques, proveniente da Igreja de São Francisco de Évora e actualmente no MNAA.

Trata-se de um dos dezasseis painéis do Políptico do Convento de São Francisco de Évora tendo de altura 121,5 cm e 89 cm de largura e representa o episódio bíblico da Última Ceia.
Jesus Cristo, segurando o Santo Graal que o apóstolo em primeiro plano encheu ou se se apresta a encher, está posicionado no centro da cena, mas em plano recuado, tendo os discípulos à sua volta, cinco à sua direita, cinco à esquerda e dois em diagonal em frente. Na mesa coberta por uma toalha branca estão pães, uma bandeja com o cordeiro pascal já partido, duas taças e facas. A cena decorre numa sala com pavimento policromado de azulejos levantinos e placas de majólica italiana, sendo limitada ao fundo por uma parede na qual se abrem duas janelas e estando ao centro um pano-de-armar por detrás de Jesus. Em toda a cena, predominam os tons quentes, nomeadamente os amarelos e os vermelhos.
De acordo com Markl e Pereira, esta pintura terá sido executada entre 1503 e 1508 e recorda a do Políptico da Capela-mor da Sé de Viseu (1501-1506) e ambas parecem inspirar-se na gravura sobre o mesmo tema do gravador I. A. Zwolle, artista do sul dos Países Baixos que teve actividade no último quarto do século XV.:104

### Missa de São Gregório

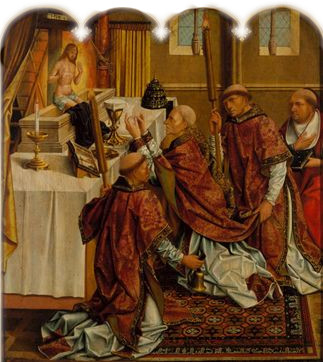
Missa de São Gregório (1508 - 1511), de Francisco Henriques, proveniente da Igreja de São Francisco de Évora e actualmente no MNAA.

Trata-se de um dos dezasseis painéis do Políptico do Convento de São Francisco de Évora tendo de altura 121,5 cm e 88 cm de largura e representa a história medieval da Missa de São Gregório.
A primeira versão da história apareceu, no século VIII, na biografia de São Gregório escrita por Paulo, o Diácono, segunda a qual, numa missa celebrada por Gregório, um dos presentes expressamente duvidou da presença de Cristo no momento da comunhão, tendo, por súplica de Gregório, Cristo aparecido sobre o altar rodeado pelos emblemas da Paixão.
Neste painel, a figura Cristo aparece aos presentes na missa elevando-se de um túmulo surgido em cima do altar, sobre o qual estão ainda alfaias litúrgicas e a Tiara papal. A acolitar o celebrante estão representados três clérigos, segurando o da esquerda uma sineta que ostenta duas efígies e as armas de Portugal.

## História
O pintor luso-flamengo Francisco Henriques deve ter chegado a Évora no início de janeiro de 1509, ficando Álvaro Velho com o encargo de lhe alugar e pagar «duas camas de roupa» enquanto fosse «ocupado da obra dos Retauollos», sendo as duas camas uma para o próprio Francisco Henriques e outra para um colaborador, talvez um jovem aprendiz de qualidade recrutado na sua oficina, podendo ter sido Garcia Fernandes, que depois casará com uma filha do mestre.:69
Vindo certamente de Lisboa, onde Francisco Henriques vivia e tinha oficina, a sua residência temporária em Évora deve ter obrigado a que ele beneficiasse, além da imprescindível «cama de roupa», a um pagamento adicional de «cevada» para alimentação da montada. Assim aconteceu em Dezembro de 1516, quando ele e Jorge Afonso, ambos na qualidade de «officiais del Rej nosso senhor», receberam um pagamento diário de três alqueires de cevada, em resultado de uma empreitada fora de Lisboa.:70
O Políptico foi desmontado no terceiro quartel do século XVIII, antes da sagração do novo Retábulo de mármore em 1773. Após a extinção das Ordens Religiosas, em 1834, onze dos painéis transitaram do convento de Évora para o Convento de São Francisco da Cidade em Lisboa, tendo sido depois integrados na colecção do Museu Nacional de Arte Antiga. Os restantes quatro foram colocados na igreja de São Manços (Évora) tendo, no início do século XIX, sido desviados para o comércio de antiguidades. José Relvas adquiriu-os em 1918 a um antiquário, passando desde então a fazer parte da sua colecção de pintura na residência que possuía em Alpiarça e que actualmente é a casa-museu Casa dos Patudos.
Anteriormente, por exemplo, por Carl Justi e Émile Bertaux, considerou-se haver proximidade entre este Políptico de Évora e o Políptico da Capela-mor da Sé de Viseu tendo também José de Figueiredo atribuído a autoria do Políptico de São Francisco de Évora a Jorge Afonso, que se julgava ser o autor das pinturas de Viseu. Foi Reynaldo dos Santos quem identificou e reconstituiu o Políptico do Convento de S. Francisco, atribuindo a Francisco Henriques a autoria de alguns dos painéis deste Políptico, com base na documentação relativa aos trabalhos deste pintor para a igreja eborense, incluindo os painéis que se encontram na Casa dos Patudos em Alpiarça, estudo e documentação publicados em 1938. Porém, continuam por explicar as afinidades entre os painéis do altar-mor da Sé de Viseu (datáveis entre 1500 e 1506) e os da capela-mor do convento franciscano de Évora. Essa proximidade, que para alguns é puramente iconográfica, para outros é indubitavelmente estilística, constituindo um problema com que a história e a crítica de arte ainda se debatem.